# Dédoublement des classes de CP et CE1 en REP
Le dispositif du dédoublement des classes de CP et CE1 s'inscrit dans les mesures prises par l'Éducation nationale en France pour lutter contre l'échec scolaire. Ce dispositif a été mis en place dans les classes de CP et de CE1 dans les réseaux d'éducation prioritaire (REP) et réseau d’éducation prioritaire renforcée (REP+) depuis la rentrée 2017. Ce dispositif doit permettre aux élèves en difficulté d’avoir un meilleur accès à l’éducation par le biais de la réduction des effectifs de la classe : les classes passent de 24 élèves à 12 élèves. Le cas échéant, le dispositif « Plus de maîtres que de classes » doit être mis en place. L’objectif de ce dispositif est de réduire les inégalités scolaires et de rétablir une justice sociale dans les réseaux d’éducation prioritaire.
Les premiers résultats en 2019 sont qualifiés par le ministère d'encourageants, avec une réduction « très signficative » du nombre d'élèves en très grande difficulté. Des critiques subsistent toutefois sur l'efficacité de la mesure.

## Mise en place du dispositif

### Contexte
Le dispositif du dédoublement des classes de CP et de CE1 en REP a fait partie d’un ensemble de réformes sur l’éducation mises en place à la suite de l'élection d’Emmanuel Macron en 2017. 
Dans le programme politique du mouvement En Marche ! d’Emmanuel Macron, l’objectif numéro deux dans l’Éducation nationale est de « donner la priorité à l’apprentissage des fondamentaux "lire, écrire, compter" dans le pré-scolaire, en maternelle et au primaire », c’est-à-dire de garantir « 100 % de réussite en CP ».  
En France, plus de 20 % des élèves sont illettrés et ne savent pas lire, écrire et compter correctement à la fin de l'école primaire.  
L'échec scolaire touche particulièrement les banlieues françaises, où les résultats scolaires sont nettement inférieurs au reste du territoire, malgré tous les plans d’aide déjà mis en place (Zone d'éducation prioritaire, programme Ambition réussite etc.).  

### Chiffres
À la rentrée 2017, le dispositif a été appliqué dans 2 200 classes de CP dédoublées en réseau d’éducation prioritaire renforcée (REP+), soit 60 000 élèves concernés.
À la rentrée 2018, pour la deuxième année mise en place du dispositif, les classes de CE1 de REP+ ont également bénéficié de ce dispositif. Étaient alors concernées 3 200 classes de CP en REP et 1 500 classes de CE1 en REP+, soit près de 190 000 élèves des deux niveaux confondus.
Pour la rentrée 2019, l'objectif est d'étendre ce dispositif aux classes de CE1 dans les REP, et plus uniquement dans les REP+. Seront alors concernées 700 classes de CE1 en REP+ et 3 200 classes de CE1 en REP.
Près de 11 000 classes en CP et CE1 (en REP et en REP+) ont alors été créées. 
En novembre 2019, 300 000 élèves font partie du dispositif. 

### Coûts
Le coût pour 2018 du dispositif est estimé à 154 millions d'euros, hors pensions.
La réduction des effectifs engendre des coûts considérables pour le système éducatif, car elle nécessite notamment un recrutement d’enseignants supplémentaires. Le rapport coût/efficacité du dispositif ne serait pas favorable,. Selon l'Institut des politiques publiques, l’investissement serait néanmoins rentable si le salaire futur des élèves augmentait d'au moins 1%.

## Contexte général de recherche
Depuis les années 1980, principalement aux États-Unis, des recherches sur l’effet des effectifs de classe sur les résultats des élèves ont été effectuées.
La principale étude menée sur les classes à effectifs réduits est le Projet STAR (Student-Teacher Achievement Ratio), effectuée en 1985 aux États-Unis. Cette étude avait pour but d'observer les effets de la réduction des effectifs de classe sur les résultats des élèves. C'est une étude longitudinale puisque les classes « test » ont été suivies pendant 4 ans afin de comparer les résultats des élèves issus de classes à effectif normal aux classes à effectifs réduits. 
Par la suite, beaucoup d'autres recherches ont été menées afin de déterminer s'il serait intéressant de réduire les effectifs de classe pour favoriser une meilleure réussite scolaire des élèves.  
En 2001, le Haut Conseil de l’évaluation de l’école (HCéé) a demandé à un chercheur en sciences de l'éducation de l'université de Bourgogne, Denis Meuret, d'écrire un rapport avec pour but de réunir toutes les recherches (en France et à l’international) qui ont été effectuées sur l’impact de la réduction des effectifs de classe sur la scolarité des élèves et leurs résultats. Il s'agissait alors de faire une synthèse des résultats pour évaluer s'il serait pertinent qu'un dispositif de dédoublement des classes soit mis en place en France.  
Le premier résultat qui ressort de toutes les enquêtes effectuées à l'étranger, et citées par Denis Meuret dans son rapport, est que les professeurs ne changeraient pas leur façon d’enseigner dans les classes à effectifs réduits. Malgré cela, les résultats montrent que des écarts de résultats se font ressentir entre les classes à effectifs normaux et les classes à effectifs réduits, en particulier dans les domaines scientifiques, comme les mathématiques : selon les études faites à l’étranger, il serait donc bénéfique de réduire le nombre d’élèves par classe autant que possible. De plus, il est indiqué qu’il n’y a pas eu d’effets positifs sur le long terme concernant les résultats des élèves ayant passé un an dans une classe à effectif réduit, alors que les élèves ayant passé au minimum trois ans dans des plus petites classes avaient des résultats supérieurs aux élèves issus de classes à effectif total tout au long de leur scolarité. 
Les études peuvent être classés en deux types : les études dans des classes normales et les études dans des classes d'enfants en difficultés. Dans les classes normales, les recherches statistiques montrent que dans le primaire il n’y a pas de lien statistique entre taille des classes et résultats et que dans le secondaire les résultats sont même nettement meilleurs dans les classes plus nombreuses. La raison avancée est que les classes les plus chargées se situent souvent dans l’enseignement général, dans les établissements réputés et en milieu urbain et que les élèves en difficulté scolaire sont dirigés généralement vers des classes avec moins d'effectifs. 
Dans les classes d'élèves en difficultés, les effets observés sont limités, voir nuls. Les effets ne sont mesurables qu’en dessous d’un seuil très bas, de 15 élèves, voire 10 élèves par classe. 
De plus, les recherches sur la relation entre la taille des classes et la satisfaction professionnelle des enseignants, dans le primaire ou le secondaire, ne montre aucun lien. 

## Résultats du dispositif en France

### Selon le ministère
Dans le dossier de presse du ministre Jean-Michel Blanquer, il est annoncé que, selon les chercheurs de la Direction de l'évaluation, de la prospective et de la performance (DEPP) qui ont effectué une première évaluation en fin d’année scolaire 2017/2018, « les élèves de classes dédoublées ont en fin de CP des résultats supérieurs aux élèves issus de classes ayant des caractéristiques similaires mais n’ayant pas étudié dans des classes de taille réduite »,. 
Les chercheurs de la Direction de l'évaluation, de la prospective et de la performance (DEPP) ont évalué l'effet de cette réforme en comparant les résultats scolaires des élèves de REP+ dans des classes ayant été dédoublées avec les résultats d'élèves aux profils sociaux proches de ceux de REP+ mais n'ayant pas bénéficié de la mesure. Au total, les résultats scolaires de 15 000 élèves dans 408 écoles ont été utilisés.
Il ressort de cette étude que le dispositif a permis une « baisse de la proportion d'élèves en très grande difficulté de 7,8 % pour le français et de 12,5 % en mathématiques ». Cette étude montre aussi qu'après une bonne progression pendant l'année scolaire de CP, les élèves de CE1 ont des difficultés en début d'année, lié au fait que leurs connaissances chutent pendant les grandes vacances. « On se rend compte que les élèves en éducation prioritaire progressent bien de septembre à février [en CP], mais leur progression en début de CE1 est moins forte que celle des autres  », admet Jean-Michel Blanquer.

### Critiques
Selon le chercheur Roland Goigoux, spécialiste de l'apprentissage de la lecture, ces déclarations du ministre de l'éducation en 2019 sont « un aveu d'échec ». Les résultats de l'exercice de lecture à voix haute montrent une amélioration dans les REP, mais celle-ci est jugée « faible » par ce chercheur, et l'écart de performance avec les REP+ « s'est creusé ». Le pourcentage d'élèves de cette catégorie ayant un niveau insuffisant en lecture en début de CE1 atteint 43 %.
En outre, la France fait face a une pénurie d'enseignants mais aussi de locaux, pénurie que risque d'aggraver un tel dispositif, en particulier pour les enfants des zones dites sensibles, moins attractives pour les enseignants,.
Selon un rapport de l'Inspection générale de l'éducation, du sport et de la recherche, en 2024, le dédoublement des classes de CP et CE1 n'a pas d'effet significatif sur les résultats des élèves,.